# Morti nel 1627
| Questa pagina contiene informazioni ricavate automaticamente dalle voci biografiche con l'ausilio del template Bio e di un bot. L'aggiornamento è periodico e automatico e ricostruisce completamente la pagina. Se manca una persona in questa lista, sei pregato di non aggiungerla, ma accertati piuttosto che la sua voce biografica contenga il template Bio e che i dati anagrafici siano correttamente compilati. Se il template Bio manca, inseriscilo tu stesso o, in alternativa, metti l'avviso {{tmp\|Bio}} che ne segnala la mancanza. Se i dati riportati sono sbagliati, correggi direttamente la voce biografica; le modifiche saranno visibili in questa lista entro pochi giorni. Per chiarimenti vedi il progetto biografie. La lista contiene solo le 103 persone che sono citate nell'enciclopedia e per le quali è stato implementato correttamente il template Bio. Pagina aggiornata al 18 ago 2025. |

## Gennaio(3)
- 2 gennaio - Michael Navarrus, compositore spagnolo
- 3 gennaio - Domenico Rivarola, cardinale e arcivescovo cattolico italiano (n. 1575)
- 27 gennaio - Cecilia Vasa, principessa svedese (n. 1540)

## Febbraio(6)
- 2 febbraio - Giacomo Bosio, storico italiano (n. 1544)
- 5 febbraio - Giulio Arese, nobile e politico italiano (n. 1560)
- 12 febbraio - Carlo I del Liechtenstein, principe austriaco (n. 1569)
- 22 febbraio - Leonardo Mocenigo, politico italiano (n. 1551)
- 22 febbraio - Olivier van Noort, esploratore olandese (n. 1558)
- 26 febbraio - Giovanni Battista Lantana, architetto italiano (n. 1573)

## Marzo(10)
- 3 marzo - Pedro de Mata y Haro, vescovo cattolico italiano (n. 1576)
- 5 marzo - Bandino Gualfreducci, religioso e umanista italiano (n. 1565)
- 10 marzo - Elizabeth de Vere, nobildonna inglese (n. 1575)
- 12 marzo - Giovanni Battista Paggi, pittore italiano (n. 1554)
- 15 marzo - Gerolamo Assereto, doge (n. 1543)
- 20 marzo - Johann Jacob Grasser, storico e archeologo svizzero (n. 1579)
- 21 marzo - Andrea Colomba, artista e decoratore svizzero (n. 1567)
- 23 marzo - Ludovico Zacconi, compositore e teorico musicale italiano (n. 1555)
- 26 marzo - Simone VII di Lippe-Detmold, nobile tedesco (n. 1587)
- 29 marzo - Celso Cittadini, grammatico e filologo italiano (n. 1553)

## Aprile(4)
- 3 aprile - Giovanni Giorgio Linati, vescovo cattolico italiano (n. 1563)
- 4 aprile - Herman Saftleven I, pittore e disegnatore fiammingo
- 7 aprile - Bonifazio Bevilacqua Aldobrandini, cardinale e patriarca cattolico italiano (n. 1571)
- 27 aprile - Bernardo Cybo Clavarezza, doge (n. 1560)

## Maggio(9)
- 2 maggio - Lodovico Grossi da Viadana, francescano e compositore italiano (n. 1564)
- 3 maggio - Edward Russell, III conte di Bedford, nobile inglese (n. 1572)
- 3 maggio - Francesco Zucco, pittore italiano
- 13 maggio - Alessandro di Schleswig-Holstein-Sonderburg, nobile danese (n. 1573)
- 18 maggio - Barbara di Württemberg, nobile (n. 1593)
- 19 maggio - Katharina Henot, tedesca (n. 1570)
- 20 maggio - Gian Paolo Cavagna, pittore italiano (n. 1550)
- 23 maggio - Luis de Góngora, religioso, poeta e drammaturgo spagnolo (n. 1561)
- 23 maggio - Vittoria di Capua, nobildonna italiana (n. 1548)

## Giugno(6)
- 4 giugno - Maria di Borbone-Montpensier, nobile francese (n. 1605)
- 5 giugno - Jochem Swartenhondt, ammiraglio olandese (n. 1566)
- 9 giugno - Giulio Cesare Fontana, architetto e ingegnere italiano (n. 1580)
- 12 giugno - Vittorio Lupi, medico e letterato italiano (n. 1567)
- 22 giugno - Lawrence Beyerlinck, teologo e scrittore belga (n. 1578)
- 24 giugno - Leone Leoni, compositore italiano

## Luglio(6)
- 1º luglio - Nathaniel Bacon, pittore inglese (n. 1585)
- 10 luglio - Giovanni Battista Ferrero, arcivescovo cattolico italiano
- 17 luglio - Pedro Álvarez de Toledo y Colonna, diplomatico e nobile spagnolo (n. 1546)
- 17 luglio - Lieven de Key, architetto fiammingo (n. 1560)
- 20 luglio - Guðbrandur Þorláksson, cartografo, vescovo luterano e matematico islandese (n. 1541)
- 21 luglio - Giandomenico Gagini junior, scultore italiano

## Agosto(5)
- 4 agosto - Anastasio Germonio, arcivescovo cattolico, giurista e diplomatico italiano (n. 1551)
- 5 agosto - Pedro González del Castillo, vescovo cattolico spagnolo (n. 1562)
- 22 agosto - Pellegrino Bertacchi, vescovo cattolico italiano (n. 1567)
- 25 agosto - Enrico IV di Reuss-Greiz, nobile tedesco (n. 1597)
- 26 agosto - Martin Chemnitz, giurista e avvocato tedesco (n. 1561)

## Settembre(4)
- 7 settembre - Andrea del Guasto, religioso italiano (n. 1534)
- 8 settembre - Juan Sánchez Cotán, pittore e monaco cristiano spagnolo (n. 1560)
- 20 settembre - Jan Gruter, filologo, antiquario e storico fiammingo (n. 1560)
- 30 settembre - Tianqi, imperatore cinese (n. 1605)

## Ottobre(5)
- 21 ottobre - Frederick de Houtman, esploratore olandese (n. 1571)
- 25 ottobre - Robert Spencer, I barone Spencer di Wormleighton, nobile inglese (n. 1570)
- 25 ottobre - Johann Eustach von Westernach, tedesco (n. 1545)
- 27 ottobre - Charles Loyseau, giurista francese (n. 1566)
- 28 ottobre - Jahangir, sovrano indiano (n. 1569)

## Novembre(4)
- 3 novembre - Giambattista Leni, cardinale e vescovo cattolico italiano (n. 1573)
- 8 novembre - Luigi II di Nassau-Weilburg, nobile tedesco (n. 1565)
- 25 novembre - Elisabetta Sofia di Holstein-Gottorp, nobile tedesca (n. 1599)
- 26 novembre - Juan de Mesa, scultore spagnolo (n. 1583)

## Dicembre(5)
- 2 dicembre - Bartolomeo Comino, funzionario e diplomatico italiano (n. 1550)
- 4 dicembre - Antoine Stockalper, politico svizzero (n. 1609)
- 16 dicembre - Sibilla di Jülich-Kleve-Berg, nobile (n. 1557)
- 25 dicembre - Vincenzo II Gonzaga, nobile italiano (n. 1594)
- 31 dicembre - Cristina di Salm, nobile francese (n. 1575)

## Senza giorno specificato(36)
- Pier Maria Bagnadore, pittore, scultore e architetto italiano (n. 1550)
- Bernardo de Balbuena, poeta spagnolo (n. 1561)
- John Beaumont, poeta inglese (n. 1583)
- Giulio Cesare Bedeschini, pittore italiano (n. 1582)
- Adriaen Block, navigatore e mercante olandese (n. 1567)
- Serafino Cantone, compositore e organista italiano
- Diomede Catone, compositore e liutista italiano
- Henry Condell, attore teatrale britannico (n. 1568)
- Francesco Della Valle, poeta italiano
- Vincenzo Di Giovanni, storico italiano (n. 1550)
- Antonio Diaz, vescovo cattolico italiano
- Antonuzzo Gagini, scultore italiano
- Vincenzo Gramigna, letterato italiano
- Gaspar Hovic, pittore fiammingo
- Louis Hébert, farmacista francese (n. 1575)
- Pompeo Landulfo, pittore italiano (n. 1567)
- Jacopo Ligozzi, pittore italiano (n. 1547)
- Thomas Lupo, gambista e compositore inglese (n. 1571)
- Andrea Lusso, pittore italiano (n. 1575)
- Samuel Marolois, matematico e ingegnere olandese (n. 1572)
- Valerio Marucelli, pittore italiano (n. 1563)
- Eliseo Masini, religioso italiano
- Ascanio Mayone, compositore italiano
- Thomas Middleton, drammaturgo britannico (n. 1580)
- John Minsheu, linguista e lessicografo inglese (n. 1560)
- Guido Nolfi, giurista e mecenate italiano (n. 1587)
- Phothisarat II, sovrano laotiano (n. 1552)
- Giovanni Battista Ricci, pittore italiano
- Josse De Rycke, filologo e poeta fiammingo (n. 1587)
- Jacques Savary de Lancosme, ambasciatore francese (n. 1560)
- Orazio II Sessi, politico italiano
- Gérard Thibault d'Anvers, schermidore e scrittore belga (n. 1574)
- Marco Antonio Visconti Venosta, nobile, militare e politico italiano (n. 1568)
- Johann Jacob von Wallhausen, militare e storico tedesco (n. 1580)
- Zaydan al-Nasir, sultano marocchino
- Giovanni Battista della Rovere, pittore italiano (n. 1561)